# Ennealophus simplex
Ennealophus simplex är en irisväxtart som först beskrevs av Pierfelice Ravenna, och fick sitt nu gällande namn av Roitman och J.A.Castillo. Ennealophus simplex ingår i släktet Ennealophus och familjen irisväxter. Inga underarter finns listade i Catalogue of Life.